# Andy Wallace (producent muzyczny)
Andrew C. Wallace (ur. w 1947 w stanie New Jersey) – amerykański producent muzyczny i specjalista miksowania.

## Życiorys
Andrew C. Wallace urodził się w 1947 w stanie New Jersey. Dorastał w Clifton aż do czasu rozpoczęcia nauki w college’u w latach 60.. Studiował inżynierię chemiczną na Uniwersytecie Notre Dame w Notre-Dame w stanie Indiana. W owym czasie grał w miejscowych zespołach muzycznych. Był m.in. członkiem formacji First Friday, grającej gatunek indie rock. Po ukończeniu studiów nie kontynuował pracę w wyuczonym kierunku. Przebywał na Środkowym Zachodzie, grając nadal w grupach muzycznych i wykonując nagrania muzyczne. Pracował w małym studiu w stanie Illinois, gdzie przebywał przez pewien czas. Następnie powrócił do New Jersey, gdzie także grał w zespołach. Udzielał się w nich jako wokalista, grał na gitarze elektrycznej i basowej, był autorem piosenek.
Początkowo zajmował się nagrywaniem muzyki w domu. Około 1973 otrzymał zlecenie nagrania płyty w Los Angeles, dokąd przeprowadził się w 1974. Tam grał na basie w nagraniach grup, wykonywał wokale w tle. Utworzył niewielkie studio czterośladowe o nazwie Hit City West. Nagrano tam m.in. pierwsze albumy grup Mötley Crüe (Too Fast for Love z 1981) i Dwight Yoakam (A Town South of Bakersfield z 1984, potem pt. Guitars, Cadillacs, Etc., Etc. z 1986). On sam nie brał w tych przedsięwzięciach udziału, jako że w 1979 sprzedał udziały w studio i wyprowadził się do Nowego Jorku, uważając, że będzie to właściwsze miejsce dla tworzenia muzyki preferowanej przez siebie, tj. rockowej. Jednocześnie nadal grał muzykę. Przez lata za swój gatunek uznał R&B w pierwotnym wydaniu, reprezentowany np. przez wczesną twórczość Stax, Jamesa Browna i Little Richarda.
W Nowym Jorku na początku lat 80. pracował przy wydawnictwach Arthura Bakera (działając w jego studiu Shakedown), Shep Pettibone oraz w nagraniach klubowych, remiksach tychże z instrumentami rockowymi. Poznał producenta Ricka Rubina i rozpoczął z nim współpracę. Wraz z nim pracował przy głośnej kooperacji grup Run-DMC i Aerosmith skutkującej nagraniem utworu „Walk This Way”. Współpracował z zespołem Beastie Boys, zanim jego członkowie wydali swoją pierwszą płytę. Pracował pod auspicjami Advanced Alternative Media. Przy pracy z artystami zajmował się inżynierią, miksowaniem i remiksami.
Z czasem stał się jednym z czołowych ludzi w swoim zawodzie. W okresie wieloletniej pracy pracował m.in. z grupami: The Cult, Slayer, Prince, Bruce Springsteen, Sepultura, Nirvana, Jeff Buckley, Sonic Youth, Rage Against the Machine, Guns N’ Roses, Linkin Park, Paul McCartney, Avenged Sevenfold. W 2001 sam siebie określił jako producenta i specjalistę od miksowania (lecz nie inżyniera dźwięku, czym zajmował się tylko w zakresie własnej muzyki).
W 1999 otrzymał nagrodę Grammy w kategorii Best Rock Album za płytę The Globe Sessions Sheryl Crow.

## Dyskografia
(lista niepełna)

- Mtume – Juicy Fruit (1983), inżynieria
- Afrika Bambaataa – Planet Rock: The Album (1986), miksowanie
- Run-D.M.C. – Raising Hell (1986), miksowanie[2]
- Slayer – Reign in Blood (1986), inżynieria, miksowanie
- The Cult – Electric (1987), inżynieria, miksowanie
- Slayer – South of Heaven (1988), inżynieria, miksowanie
- The Front – The Front (1989), produkcja, inżynieria, miksowanie
- New Model Army – Thunder and Consolation (1989), miksowanie
- The Godfathers – More Songs About Love & Hate (1989), miksowanie
- Slayer – Seasons in the Abyss (1990), produkcja, miksowanie
- Radio Active Cats – Radio Active Cats (1991), produkcja, inżynieria, miksowanie
- Sepultura – Arise (1991), miksowanie
- Head Candy – Starcaster (1991), miksowanie
- Fear Of God – Within The Veil (1991), miksowanie
- Nirvana – Nevermind (1991), miksowanie
- The Rollins Band – The End of Silence (1992), produkcja
- L7 – Bricks Are Heavy (1992), miksowanie
- White Zombie – La Sexorcisto: Devil Music Vol. 1 (1992), produkcja, inżynieria, miksowanie
- Sonic Youth – Dirty (1992), miksowanie
- Helmet – Meantime (1992), miksowanie
- Rage Against the Machine – Rage Against the Machine (1992), miksowanie
- Ned's Atomic Dustbin – Are You Normal? (1992), produkcja, inżynieria, miksowanie
- Nirvana – Hormoaning (1992)
- Screaming Trees – Sweet Oblivion (1992), miksowanie
- White Zombie – Nightcrawlers: The KMFDM Remixes (1992), produkcja
- Galactic Cowboys – Space in Your Face (1993), miksowanie
- Fishbone – Give a Monkey a Brain and He’ll Swear He’s the Center of the Universe (1993), miksowanie
- Sepultura – Chaos A.D. (1993), produkcja, miksowanie
- Toadies – Rubberneck (1994), miksowanie
- Bad Religion – Stranger than Fiction (1994), produkcja
- Helmet – Betty (1994), miksowanie
- Jeff Buckley – Grace (1994), produkcja, inżynieria, miksowanie
- Shudder To Think – Pony Express Record (1994), miksowanie
- Big Head Todd & The Monsters – Strategem (1994), miksowanie
- Faith No More – King for a Day... Fool for a Lifetime (1995), produkcja, miksowanie
- Blind Melon – Soup (1995), produkcja
- Rancid – ...And Out Come the Wolves (1995), miksowanie
- Seaweed – Spanaway (1995), miksowanie
- Front 242 – 06:21:03:11 Up Evil, miksowanie
- Sepultura – Roots (1996), miksowanie
- Sepultura – The Best of Sepultura (1996), produkcja
- Sepultura – Blood-Rooted (1997), produkcja
- Nirvana – From the Muddy Banks of the Wishkah (1996), miksowanie
- Rage Against the Machine – Evil Empire (1996), miksowanie
- Rush – Test for Echo (1996), miksowanie
- Sense Field – Building (1996), miksowanie
- Silverchair – Freak Show (1997), miksowanie
- Ben Folds Five – Whatever and Ever Amen (1997), miksowanie
- The Misfits – American Psycho (1997), miksowanie
- Limp Bizkit – Three Dollar Bill, Y’All$ (1997), miksowanie
- Soulfly – Soulfly (1998), miksowanie
- Phish – The Story of the Ghost (1998), produkcja, miksowanie
- Bernard Butler – Friends and Lovers (1999), miksowanie
- Atari Teenage Riot – 60 Second Wipe Out (1999), miksowanie
- Feeder – Yesterday Went Too Soon (1999), miksowanie
- Tonic – Sugar (1999), miksowanie
- Foo Fighters – There Is Nothing Left to Lose (1999), miksowanie (3, 6, 7)
- Sevendust – Home (1999), miksowanie
- Skunk Anansie – Post Orgasmic Chill (1999), produkcja, miksowanie
- Disturbed – The Sickness (2000), miksowanie
- The Mighty Mighty Bosstones – Pay Attention (2000), miksowanie
- Mudvayne – L.D. 50 (2000), miksowanie
- Soulfly – Primitive (2000), miksowanie
- Limp Bizkit – Chocolate Starfish and the Hot Dog Flavored Water (2000), produkcja, miksowanie
- Linkin Park – Hybrid Theory (2000), miksowanie
- Toadies – Hell Below / Stars Above (2001), miksowanie
- Staind – Break the Cycle (2001), miksowanie
- At the Drive-In – Relationship of Command (2000), miksowanie
- System of a Down – Toxicity (2001), miksowanie
- Slipknot – Iowa (2001), miksowanie
- Stereophonics – Just Enough Education to Perform (2001), miksowanie
- Natalie Imbruglia – White Lilies Island (2001), miksowanie
- Oleander – Unwind (2001), miksowanie
- Systematic – Somewhere in Between (2001), miksowanie
- Fenix TX – Lechuza (2001), miksowanie
- Powerman 5000 – Anyone for Doomsday? (2001), miksowanie
- Puddle of Mudd – Come Clean (2001), miksowanie
- Roger Waters – Flickering Flame: The Solo Years Vol. 1 (2002), wykonanie (4, 8)
- System of a Down – Steal This Album! (2002), miksowanie
- Trapt – Trapt (2002), miksowanie
- Disturbed – Believe (2002), miksowanie
- Taproot – Welcome (2002), miksowanie
- Pacifier – Pacifier (2002), miksowanie (1, 4, 8)
- Trust Company – The Lonely Position of Neutral (2002), miksowanie
- Chevelle – Wonder What's Next (2002), miksowanie
- Earshot – Letting Go (2002), miksowanie
- Korn – Untouchables (2002), miksowanie
- Staind – 14 Shades of Grey (2003), miksowanie
- The Distillers – Coral Fang (2003), miksowanie
- Fuel – Natural Selection (2003), miksowanie
- Pete Yorn – ‘’Day I Forgot’’ (2003), miksowanie
- Rooney – Rooney (2003), miksowanie
- Linkin Park – Meteora (2003), miksowanie
- Thrice – The Artist in the Ambulance (2003), miksowanie
- Revis – Places for Breathing (2003), miksowanie (1, 4)
- A Perfect Circle – Thirteenth Step (2003), miksowanie
- Blink-182 – Blink-182 (2003), miksowanie (4, 5, 8, 11)
- Chevelle – This Type of Thinking (Could Do Us In) (2004), miksowanie
- Sum 41 – Chuck (2004), miksowanie (1, 4, 7-11, 13)
- Patti Smith – Trampin’ (2004), inżynieria
- System of a Down – Mezmerize & Hypnotize (2004/2005), miksowanie
- Rise Against – Siren Song Of The Counter Culture (2004), miksowanie
- Avenged Sevenfold – City Of Evil (2005), miksowanie
- 3 Doors Down – Seventeen Days (2005), miksowanie
- Coheed and Cambria – Good Apollo, I’m Burning Star IV, Volume One: From Fear Through the Eyes of Madness (2005), miksowanie
- Dashboard Confessional – Dusk and Summer (2006), miksowanie
- Kasabian – Empire (2006), miksowanie
- Elefant – The Black Magic Show (2006), miksowanie
- From First to Last – Heroine (2006), miksowanie
- Biffy Clyro – Puzzle (2007), miksowanie
- Good Charlotte – Good Morning Revival (2007), inżynieria, miksowanie
- Avenged Sevenfold – Avenged Sevenfold (2007), miksowanie
- Paul McCartney – Memory Almost Full (2007), miksowanie
- Atreyu – Lead Sails Paper Anchor (2007), miksowanie
- The Cribs – Men’s Needs, Women’s Needs, Whatever (2007), miksowanie
- Kelly Clarkson – My December (2007), miksowanie
- Airbourne – Runnin' Wild (2007), miksowanie
- 3 Doors Down – 3 Doors Down (2008), miksowanie
- Shiny Toy Guns – Season of Poison (2008), miksowanie
- Kaiser Chiefs – Off With Their Heads (2008), miksowanie
- Guns N’ Roses – Chinese Democracy (2008), miksowanie
- Coldplay – Viva la Vida or Death and All His Friends (2008), miksowanie
- Plain White T’s – Big Bad World (2008), miksowanie
- Gallows – Grey Britain (2009), miksowanie
- Relient K – Forget and Not Slow Down (2009), miksowanie
- Biffy Clyro – Only Revolutions (2009), miksowanie
- Kashmir – Trespassers (2010), produkcja
- Avenged Sevenfold – Nightmare (2010), miksowanie
- Portugal. The Man – In The Mountain, In The Cloud (2011), miksowanie
- Dream Theater – A Dramatic Turn of Events (2011), miksowanie
- X Japan – „Jade” (2011), miksowanie
- Blink-182 – „Natives” z Neighborhoods (2011), miksowanie
- The Joy Formidable – Wolf’s Law (2013), miksowanie
- Skillet – Rise (2013), miksowanie
- Avenged Sevenfold – Hail to the King (2013), miksowanie
- Linkin Park – The Hunting Party (2014), miksowanie
- Ghost – Meliora (2015), miksowanie
- A Day to Remember – Bad Vibrations (2016), miksowanie
- Avenged Sevenfold – The Stage (2016), miksowanie
- The Voidz – Virtue (2018), miksowanie
- Ghost – Prequelle (2018), miksowanie
- Gojira – Fortitude – (2021), miksowanie
- Ghost – Impera (2022), miksowanie